# Oswald Gracias
Oswald Gracias (Bombay, 24 december 1944) is een Indiaas geestelijke en een kardinaal van de Rooms-Katholieke Kerk.
Gracias studeerde aan het grootseminarie van Bombay. Hij werd op 20 december 1970 priester gewijd. Hierna was hij vijf jaar de secretaris van de bisschop van Jamshedpur. Vervolgens vertrok hij naar Rome om er verder te studeren aan de Pauselijke Urbaniana Universiteit. Hij promoveerde in 1982 in het canoniek recht. Daarna keerde hij terug naar India om er rechter te worden bij de diocesane rechtbank van Bombay; hij was tevens hoogleraar in het kerkelijk recht aan verscheidene Indiase seminaries.
Op 28 juli 1997 werd Gracias benoemd tot hulpbisschop van Bombay en tot titulair bisschop van Bladia; zijn bisschopswijding vond plaats op 16 september 1997. Op 7 september 2000 werd hij benoemd als aartsbisschop van Agra. Gracias werd op 14 oktober 2006 benoemd als aartsbisschop van Bombay.
Gracias werd tijdens het consistorie van 24 november 2007 kardinaal gecreëerd. Hij kreeg de rang van kardinaal-priester. Zijn titelkerk werd de San Paolo della Croce a Corviale.
Gracias was van 2010 tot 2022 voorzitter van de Indiase bisschoppenconferentie. Hij is sinds 2013 lid van de Raad van Kardinalen.
Op 24 december 2024 verloor Gracias - in verband met het bereiken van de 80-jarige leeftijd - het recht om deel te nemen aan een toekomstig conclaaf. Hij ging op 25 januari 2025 met emeritaat. 
- International Standard Name Identifier: 0000 0000 3314 7675
- Library of Congress Control Number: n91059515
- Système universitaire de documentation: 247124885
- Virtual International Authority File: 31174920
- WorldCat: E39PBJjddXhbPbCvFk8q6VC4v3